# Овчарное (Запорожская область)
Овчарное (укр. Вівчарне) — село,
Кировский сельский совет,
Вольнянский район,
Запорожская область,
Украина.
Код КОАТУУ — 2321582004. Население по переписи 2001 года составляло 24 ч

## Географическое положение
Село Овчарное находится на расстоянии в 1 км от села Богдановка и в 2-х км от села Новоукраинка.

## История
- 1929 год — дата основания.